# Arxiu del Bisbat d'Urgell

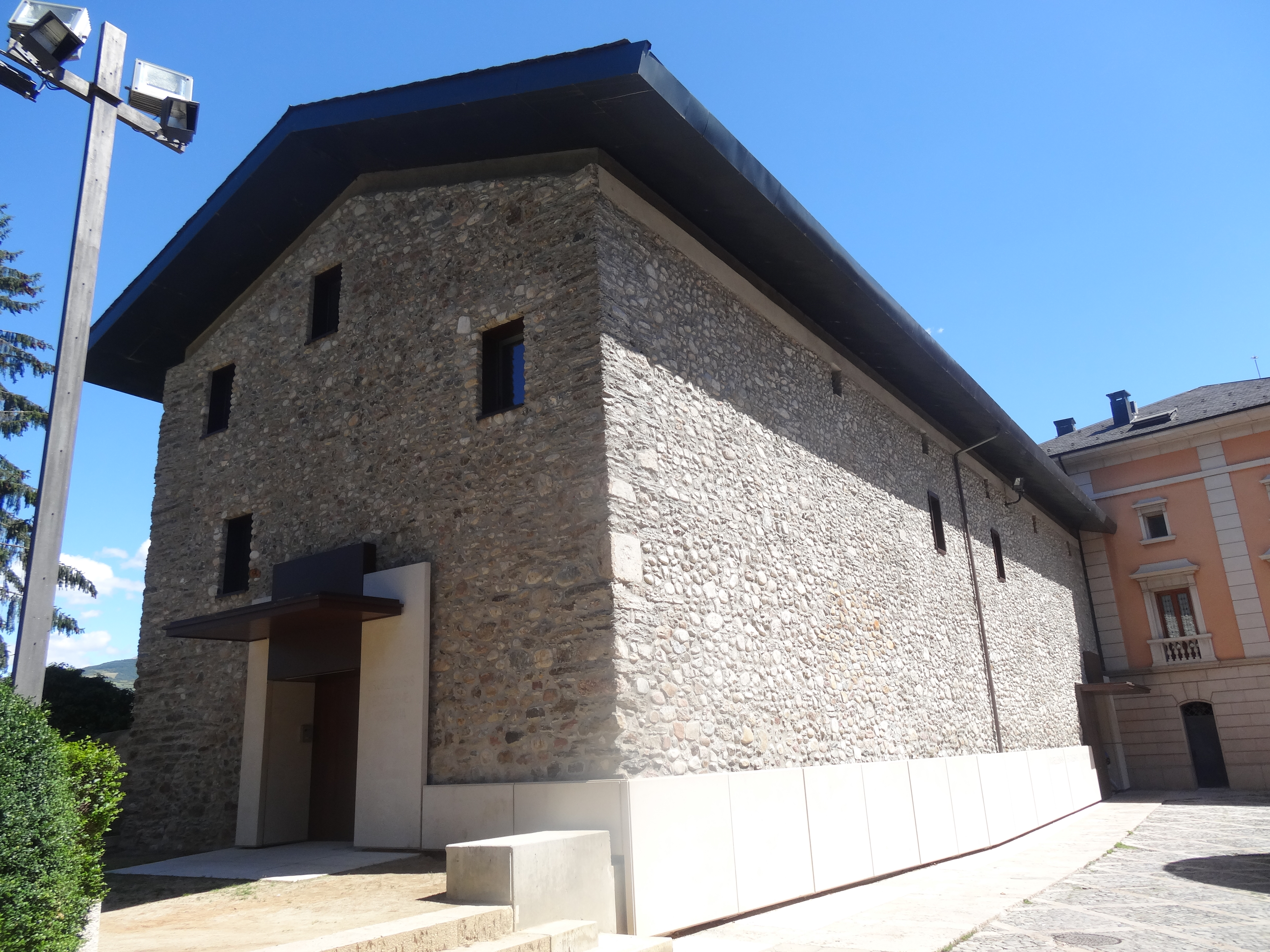
Edifici de l'Arxiu del Bisbat d'Urgell, amb el nom Urgellensis Ecclesiae Archivia a l'entrada.

L'Arxiu del Bisbat d'Urgell, instal·lat al Palau Episcopal de la Seu d'Urgell, és un fons de manuscrits i documents del Bisbat d'Urgell que està format o dividit en l'Arxiu Capitular d'Urgell, l'Arxiu Diocesà d'Urgell (o Arxiu Episcopal), l'Arxiu de la Mitra i els arxius parroquials.
L'arxiu es troba a la part nova del Palau Episcopal, anteriorment el Capitular es trobava a un edifici annex al claustre de la Catedral d'Urgell i l'Episcopal en una dependència del claustre del Palau. Des del 2009 la capella de la Mare de Déu dels Dolors, annexa al Palau, està en obres per acollir l'arxiu.

## Arxiu Capitular d'Urgell
L'Arxiu Capitular d'Urgell (ACU), també conegut com a Arxiu Capitular de la Seu d'Urgell conté 385 metres lineals de fons que abasten els segles IX-XIX. Conté la documentació custodiada pel capítol catedralici (capítol de canonges) format per uns 6.000 pergamins, el més antic data de l'any 815, i l'acta de consagració de la catedral.
En destacada el document de l'any 815 procedent del monestir de Codinet, 152 còdexs procedents de l'antiga Biblioteca Capitular, dels segles X-XVI, el Beatus de la Seu d'Urgell, i 105 incunables. També hi destaquen el fons de la Pietat (1516-1831), protocols notarials de la ciutat dels segles xiii i XIV, enquestes i actes processals des de finals del segle xvi fins al segle xix, i documentació d'antics monestirs com Sant Serni de Tavèrnoles i Santa Cecília d'Elins, de la col·legiata de Castellbò i del convent dominicà de la Seu d'Urgell (1266-1835).

## Arxiu Diocesà d'Urgell
L'Arxiu Diocesà d'Urgell (ADU), també conegut com a Arxiu Diocesà o Episcopal de la Seu d'Urgell conté 650 metres lineals de fons que abasten els segles XIV-XX. Conté els registres episcopals i un fons d'uns 2.000 pergamins procedents de monestirs i parròquies del bisbat.

## Arxiu de la Mitra
L'Arxiu de la Mitra conté la documentació dels serveis del principat d'Andorra.

## Arxius parroquials
Fons de les quatre-centes parròquies del bisbat, abasten els segles XI-XIX.